# Epikutantest

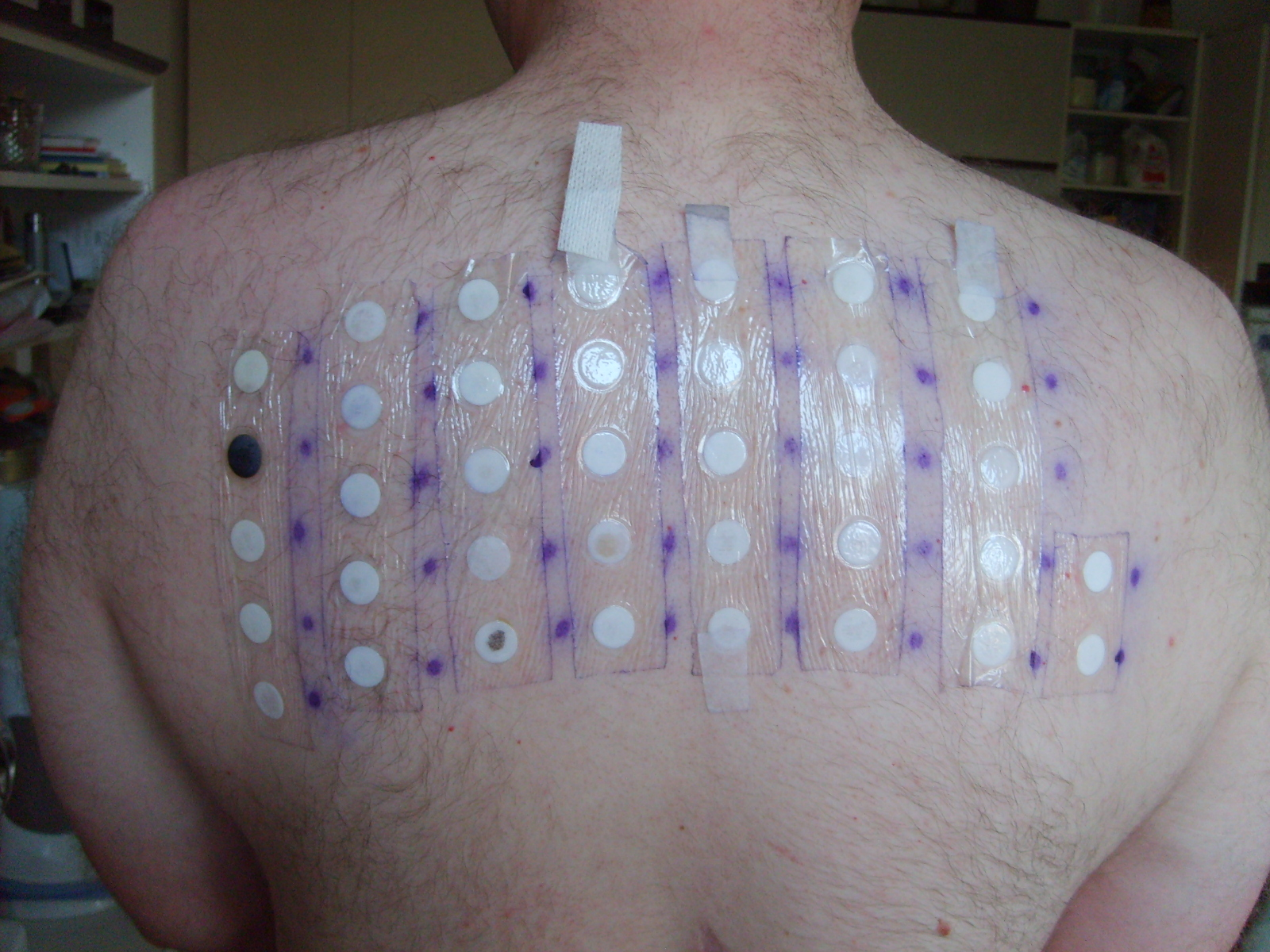
Epikutantest

Der Epikutantest oder Patch-Test ist ein Provokationstest (Allergietest), mit dessen Hilfe ermittelt werden soll, ob eine Kontaktallergie vorliegt. Der Epikutantest ist derzeit das einzige Mittel, um Spätallergien (bei denen zwischen Exposition und Reaktion ein größerer Zeitraum liegt) zu erkennen.

## Vorgehensweise
Auf der Haut werden mittels Pflaster die auszutestenden Allergene (zum Beispiel Nickel, Farbstoffe) für bis zu 48 Stunden fixiert. Auf diesen Pflastern ist eine Creme mit einer chemischen Lösung mit den betreffenden Allergenen aufgetragen. Danach wird das Pflaster entfernt und es kommt zur ersten Ablesung. Deren Ergebnisse werden mit einer zweiten Ablesung, die nach weiteren 24 Stunden erfolgt, verglichen, um allergische Reaktionen von toxischen besser unterscheiden zu können. Gegebenenfalls muss man sogar noch einmal 24 Stunden warten.
Während der Zeit des Tests darf die Haut nicht Wasser ausgesetzt werden, um ein Auswaschen der Allergene zu verhindern. Falls der Patient Arzneimittel einnimmt, die die Immunreaktion blockieren oder verringern, kann es zu falsch negativen Testergebnissen kommen.